# Wschodnioeuropejska Liga Hokejowa
Wschodnioeuropejska Liga Hokejowa (ros. Восточно-европейская хоккейная лига) – istniejąca w latach 1995–2005 liga rozgrywkowa w hokeju na lodzie, w której uczestniczyły kluby z Białorusi, Litwy, Łotwy, Polski, Rosji i Ukrainy. W ostatnim sezonie liczyła 9 zespołów.

## Uczestnicy łącznie
| - HK Kieramin Mińsk - Junost Mińsk - HK Nioman Grodno - Mietałłurg Żłobin - HK Chimwołokno Mohylew - Polimir Nowopołock - HK Homel - Tiwali Mińsk - HK Witebsk - Sokił Kijów - Berkut Kijów - HK Kijów - Kryżynka Kijów - SC Energija | - HK Riga 2000 - Juniors Ryga - HK Ryga - Liepājas Metalurgs - ASK/Ogre - ASK Zemgale Jełgawa - Stalkers Dyneburg - HK Prizma - Olimpia Sosnowiec - Stoczniowiec Gdańsk II - Kapitan Stupino - Titan Klin - HK MGU Moskwa |

## Triumfatorzy
- 1995/96  HK Nioman Grodno
- 1996/97  Juniors Ryga
- 1997/98  Sokił Kijów
- 1998/99  Sokił Kijów
- 1999/00  Berkut Kijów
- 2000/01  Berkut Kijów
- 2001/02  Liepājas Metalurgs
- 2002/03  HK Kieramin Mińsk
- 2003/04  HK Kieramin Mińsk